# 센츄리온 (영화)
《센츄리온》(Centurion)은 2010년 공개된 영국의 액션 영화이다. 닐 마셜이 각본과 연출을 모두 맡았으며, 마이클 패스벤더, 도미닉 웨스트, 올가 쿠릴렌코가 주연으로 나온다. 로마 제국 육군 히스파나 제9군단이 기원후 2세기 초에 칼레도니아에서 사라진 일을 소재로 삼았다.

## 줄거리
하드리아누스 황제 하의 로마 제국은 그레이트브리튼섬을 완전히 정복하지 못한 상태로 픽트인들의 유격전에 당하고 있다. 브리타니아 총독 그나이우스 율리우스 아그리콜라는 픽트인들의 공격을 저지하기 위해 히스파나 제9군단을 보낸다.

## 출연

### 주연
- 마이클 패스벤더
- 도미닉 웨스트
- 올가 쿠릴렌코

### 조연
- 리엄 커닝엄
- 데이비드 모리시
- JJ 필드
- 노엘 클라크
- 리즈 아메드
- 드미트리 리오니다스
- 울리크 톰센
- 이머전 푸츠
- 리 로스
- 데이브 러지노
- 액설 캐럴린
- 폴 프리먼

## 기타
- 라인 프로듀서: 앤디 스테빙
- 미술: 사이먼 볼스
- 의상: 키스 매든
- 세트: 조 스미스
- 배역: 데비 매퀼리엄스

## 같이 보기
- 히스파나 제9군단
- 생존 영화